# Redd (együttes)
A Redd egy 1996-ban alakult török rockegyüttes. Tagjai két testvérpár: Doğan Duru (vokál), Güneş Duru (háttérvokál, gitár), és Berke Özgümüş (dobok, billentyűk).

## Története
Az együttest Ten néven 1996-ban alapította az olaszországi Scuola Musicale Di Milano iskolában operaéneklést tanult tenor, Doğan Duru, valamint Berke Hatipoğlu. Az együttes sokáig bárokban lépett fel, majd 2004-ben saját stúdiót hoztak létre, 2005-ben, már Redd név alatt jelent meg első albumuk 50/50 címmel, melyet az ismert török producerrel, Levent Büyükkel vettek fel. Az első videóklipet a Mutlu Olmak İçin (A boldogsághoz) című dalhoz forgatták, mely azonnal előkelő helyet foglalt el a listákon. 2006-ban kiadott Kirli Suyunda Parıltılar (Csillámok a piszkos vizen) albumuk Falan Filan (Olyasmi) című dala a 10. helyen nyitott az MTV Europe World Chart listáján. 2007 júliusában jelent meg harmadik albumuk Plastik Çiçekler ve Böcek (Művirágok és bogár) címmel.
Az együttes negyedik albumának felvételei 2009 januárjában kezdődtek, a 21 című album 21 dalt tartalmaz, az első videóklip a Don Kişot (Don Quijote) című dalhoz készült.
2014-ben Berke és İlke Hatipoğlu kilépett az együttesből, a Redd azóta három taggal folytatja tovább.

## Diszkográfia
- 2005: 50/50 (Stardium)
- 2006: Kirli Suyunda Parıltılar  (Pasaj)
- 2007: Plastik Çiçekler ve Böcek (Pasaj)
- 2008: Gecenin Fişi Yok  (DVD) (Pasaj)
- 2009: 21 (Sony Music)
- 2010: Prensesin Uykusu (İmaj)
- 2012: Hayat Kaçık Bir Uykudur (Pasaj)
- 2016: Mükemmel Boşluk (Pasaj)
- 2019: Yersiz Göksüz Zamanlar